# Schneider (Kartenspiel)
Mit Schneider wird bei einigen Kartenspielen und beim Darts das deutliche Übertreffen oder Verfehlen des Spielzieles bezeichnet.

## Kartenspiele
Bei Kartenspielen wird grundsätzlich die Partei, die weniger als die Hälfte der für einen Sieg erforderlichen Punkte (Augen) aus ihren Stichen erhält, als „Schneider“ bezeichnet. Sie verliert in der Regel mit doppelter Wertung.

### Skat
Beim Skat sind 120 Augen im Spiel, und der Alleinspieler benötigt davon mindestens 61 Augen, um das Spiel zu gewinnen. Erreicht eine Partei mindestens 90 Augen (d. h. die/der Gegenspieler haben 30 oder weniger Augen), dann hat diese Partei den Gegner Schneider gespielt und bekommt einen erhöhten Spielwert gutgeschrieben. Die Steigerung von Schneider ist schwarz. In diesem Fall gehen sämtliche Stiche an eine Partei; der Spielwert ist nochmals höher. Um schwarz zu spielen, dürfen der Alleinspieler oder die beiden Gegner keinen Stich bekommen, auch keine Stiche, die null Augen zählen.
Bei Spielen ohne Skataufnahme (Handspiel) können die Gewinnstufen Schneider und schwarz auch angesagt werden. Bei offenen Spielen gilt grundsätzlich schwarz angesagt. Der Spielwert erhöht sich entsprechend. Der Alleinspieler verliert aber das Spiel mit diesem Spielwert, wenn er das angesagte Spielziel nicht erreicht. Sollte der Alleinspieler in diesen Fällen selbst Schneider oder schwarz gespielt werden, wird das nicht zusätzlich berechnet; es gibt also kein Eigenschneider.

### Schafkopf
Auch beim Schafkopf gilt: Verlieren der oder die Spieler (i. S. v. die das Spiel ansagende Partei) mit 30 oder weniger Augen, sind sie Schneider. Nichtspieler werden mit 29 oder weniger Augen Schneider. Beträgt die Zahl der gemachten Stiche (nicht die Augenzahl) am Ende des Spiels null, ist man schwarz.

## Darts
Beim Darts spricht man von Schneider, wenn das Spiel bzw. Leg beendet ist und der Unterlegene noch keine Restpunktzahl erreicht hat, von der aus es möglich wäre, das Spiel mit 3 Darts zu beenden. Bei Double-Out sind dies 170 Punkte, bei Triple-Out bzw. Master-Out 180 Punkte. Der Begriff wurde wahrscheinlich vom Skat übernommen.

## Herkunft und Redewendung
Der Begriff „Schneider“ kommt aus der mittelalterlichen Zunft des Schneiderhandwerks. Schneider war ein Beruf, den man oft mit finanziellen Schwierigkeiten in Zusammenhang setzte. So war die Spottbemerkung „ein Schneider wiegt nicht mehr als 30 Lot“ in Anspielung auf das Untergewicht eines Schneiders eine verbreitete Redensart. Personen, die finanziell besser gestellt waren, waren somit „aus dem Schneider“. Im 19. Jahrhundert findet man den Begriff außerdem bei Studentenverbindungen. Das Trinkspiel „Lustig, meine Sieben“, bei dem eine Schere auf den Tisch gemalt wurde, wenn man unter 30 Punkten blieb, bezeichnete einen Verlierer als „Schneider“ – der dann die doppelte Menge trinken musste. In diesem Zuge wurde der Begriff wahrscheinlich auf das damals noch neue Skatspiel übertragen, das sich insbesondere bei thüringischen und sächsischen Studenten schnell verbreitete.
Das umgangssprachliche Sprichwort aus Österreich „Jemanden einen Schneider geben“ bedeutet, den Gegner zu null zu besiegen. Grundsätzlich ist es egal, in welcher Disziplin oder bei welchem Spiel, hauptsächlich wird der Begriff allerdings beim Schnapsen oder beim Eisstock benutzt.

## Matsch
Bei einigen Spielen, besonders denjenigen österreichischen Ursprungs, heißt der Begriff Matsch, und die verlierende Partei bzw. der verlierende Spieler ist 'im Matsch'. Beispiele sind das Bauerntarock, das Einwerfen, das Hundertspiel und das Réunion. Bei einigen englischen Quellen wird das fälscherweise als 'match' übersetzt.
Bei einige Spiele bedeutet Matsch, dass eine Partei gar keine Stiche gemacht hat.